# 江子五
江 子五（こう しご、生年不詳 - 548年）は、南朝梁の軍人。本貫は済陽郡考城県。

## 経歴
奉朝請の江法成の子として生まれた。東宮直殿主帥に上った。
太清2年（548年）、侯景が反乱を起こし、建康の包囲を図ると、子五の兄の江子一は反乱軍の包囲が完成しないうちに出撃するよう皇太子蕭綱に求めた。子五は兄の江子一や江子四とともに100人あまりを率い、承明門を開いて反乱軍に挑んだ。兵士たちの先頭に立って突進し、反乱軍の挟み撃ちに遭い、兄たちとともに相次いで戦死した。
侯景の乱が平定されると、元帝により中書侍郎の位を追贈された。諡は烈子といった。

## 伝記資料
- 『梁書』巻43 列伝第37
- 『南史』巻64 列伝第54